# Bamber Bridge
Bamber Bridge – wieś w Anglii, w hrabstwie Lancashire, w dystrykcie South Ribble. Leży 41 km na północny zachód od miasta Manchester i 301 km na północny zachód od Londynu. W 2001 miejscowość liczyła 12 126 mieszkańców.